# Энджел (остров)
Энджел, Ангел или Эйнджел (англ. Angel Island) — остров в Калифорнии, расположен на юго-востоке округа Марин севернее Сан-Франциско. Открыт 5 августа 1775 г. испанцем Хуаном де Айала.
Остров, административно относящийся к муниципалитету Тибурона, расположен в западной части залива Сан-Франциско. На острове постоянно проживают 57 человек (2002). Площадь — 3,1 км².
Высочайшая точка (240 м над уровнем моря) расположена в центре острова.
С Тибуроном и Сан-Франциско остров связан паромной переправой.